# Rolsteenwerktuig

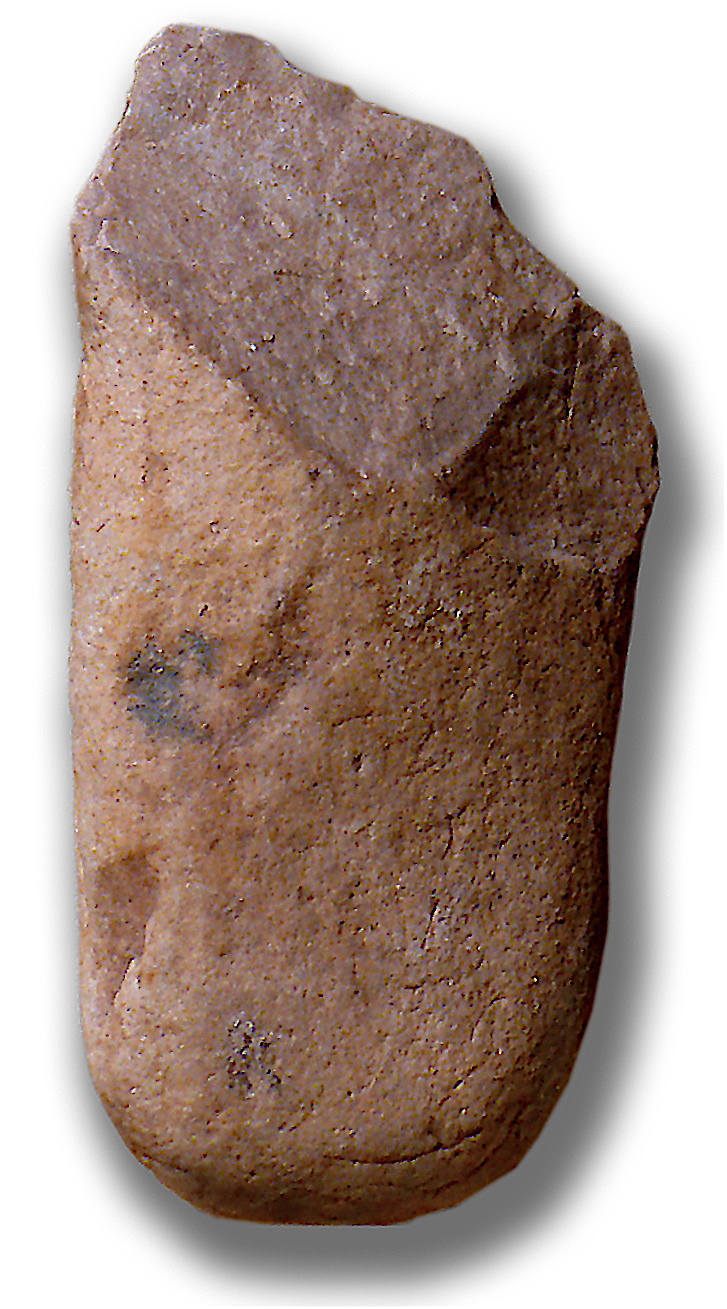
rolsteenwerktuig (chopper), weinig bewerkte Oldowan-vondst uit Marokko

Rolsteenwerktuigen, keiwerktuigen of kiezelwerktuigen (Engels: pebble tools, Frans: galets amenagé, Duits: Geröllgeräte ) waren de eerste door vroege mensachtigen geproduceerde en gebruikte stenen werktuigen. In de definitie van de Franse archeoloog Louis Capitan (1902) betreft het massieve rolkeien, meestal rivierkeien, waarvan door een harde slag ten minste één scherf afgeslagen werd, zodat er een scherpe werkrand ontstond. De oudste bekende rolsteenwerktuigen uit de Early Stone Age (het Afrikaanse vroegpaleolithicum) zijn ongeveer 2,6 miljoen jaar oud.
De Amerikaanse archeologe Hallam L. Movius, Jr. onderscheidde in 1949 de vroege rolsteenwerktuigen naar de technologische aspecten van het snijden of de manier van hun productie: enerzijds de eenzijdig geslagen choppers, anderzijds de tweezijdig bewerkte chopping tools. Aan de hand van vondsten uit de Olduvaikloof stelde Mary Leakey aan het begin van de jaren 1960 een verdere onderverdeling van choppers voor.

## Verspreiding
Rolsteenwerktuigen zijn kenmerkend voor de Afrikaanse Oldowan-cultuur, waarvan de naam afgeleid is van artefacten uit de Olduvaikloof. Als producenten van de rolsteenwerktuigen gelden de vroegste vertegenwoordigers van het geslacht Homo: Homo rudolfensis, Homo habilis en Homo erectus/ergaster. Meer recent worden ook Australopithecus-soorten voorgesteld als mogelijke  vervaardigers van stenen werktuigen, zoals Australopithecus garhi, waarmee de tijdshorizon van de oudste rolsteenwerktuigen vóór het verschijnen van het genus Homo zou komen te liggen. Rolsteenwerktuigen waarvan de doelbewuste vervaardiging controversieel blijft, zijn gevonden bij Gona in de Danakildepressie van Noordoost-Ethiopië, met een geologisch aangetoonde leeftijd van ongeveer 2,6 miljoen jaar. Verder zijn er rolsteenwerktuigen bekend van de meeste Early Stone Age-sites in Afrika, bijvoorbeeld van Omo Shungura (Ethiopië), Koobi Fora (Kenia), Swartkrans en Sterkfontein (Zuid-Afrika), evenals Ain Hanech en El-Kherba (Algerije).